# 呼热图淖尔苏木
呼热图淖尔苏木，是中华人民共和国内蒙古自治区锡林郭勒盟东乌珠穆沁旗下辖的一个乡镇级行政单位。

## 行政区划
呼热图淖尔苏木下辖以下地区：
钦达木尼社区、扎格斯太嘎查、阿拉坦额莫勒嘎查、呼图勒敖包嘎查、阿日斯楞图嘎查、呼格吉勒图嘎查、查干淖尔嘎查、巴彦查干嘎查、哈日根图嘎查、格日勒图嘎查和巴彦淖尔嘎查。